# Escitalopram

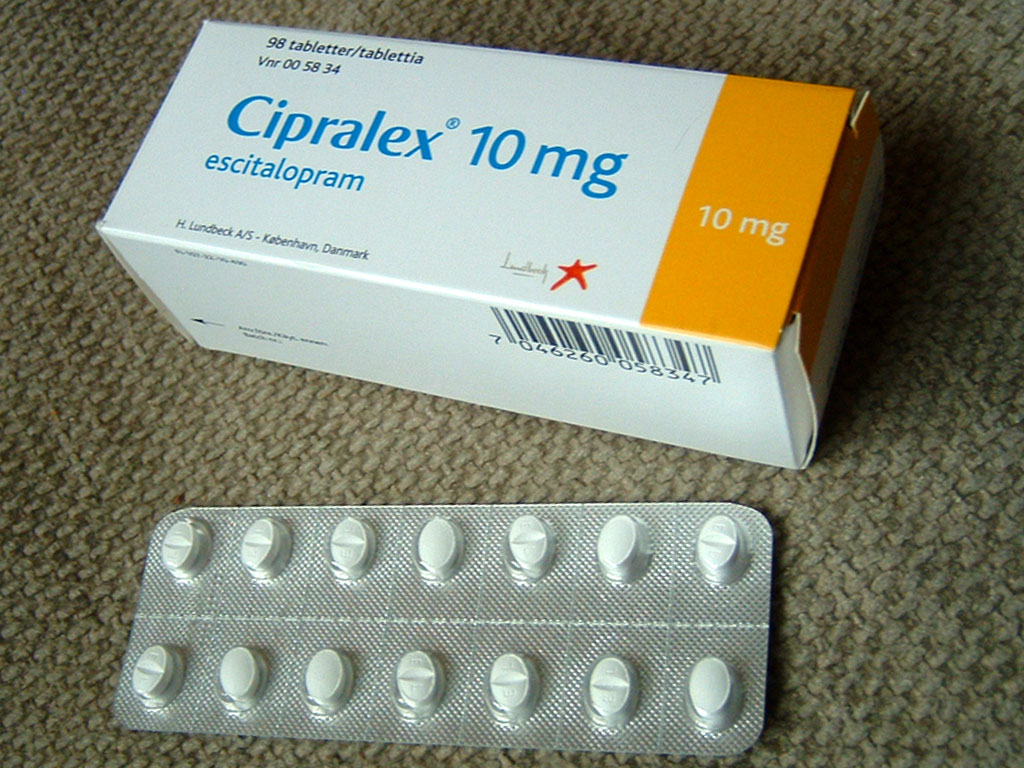
Cipralex-förpackning med tablettkarta.

Strukturformel för escitalopram.

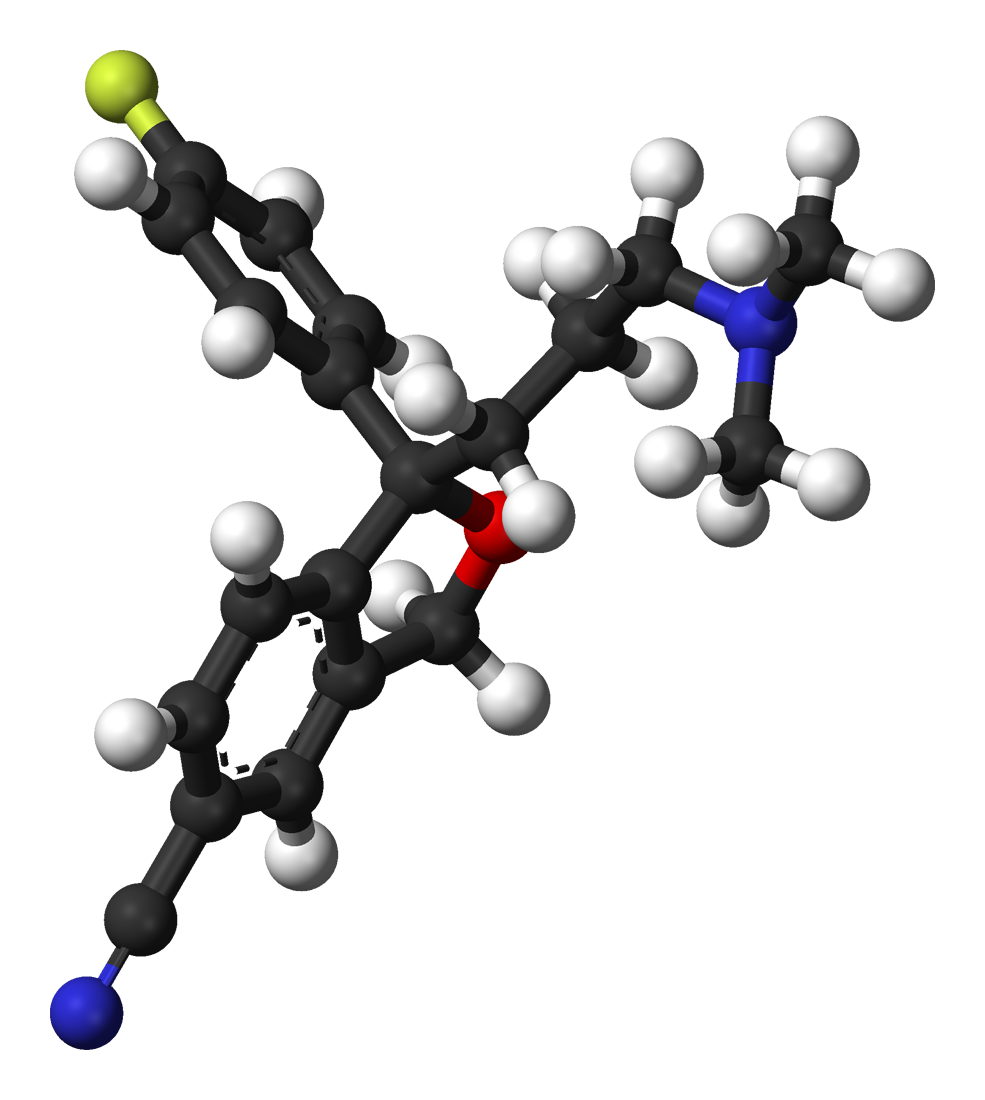
Molekylmodell.

Escitalopram är den aktiva substansen i antidepressiva läkemedel som Cipralex, Premalex, Esertia, Seroplex med flera. Escitalopram är den förmodat aktiva enantiomeren av citalopram och är Lundbecks uppföljare till preparatet Cipramil (Lundbeck patenterade renframställt S-citalopram (escitalopram) 2002 och förnyade i praktiken citalopram-patentet). 
Medicinen är receptbelagd. När ett receptbelagt läkemedel skrivs ut är doseringen avpassad för den som skall ta medicinen. Medicinen skall alltid tas enligt läkarens ordinationer på apoteksetiketten.

## Behandlingsområden
Escitalopram tillhör kategorin SSRI-antidepressiva (selektiva serotoninåterupptagshämmare) och används i kombination med psykologisk behandling vid samma indikationer som Cipramil, bland annat:
- egentlig depression med melankoli
- långvarig och/eller svår egentlig depression utan melankoli
- paniksyndrom med eller utan agorafobi
- OCD (Obsessive Compulsive Disorder, det vill säga tvångssyndrom)
- social fobi

I Sverige är escitalopram godkänt för behandling av PMDS, premenstruellt dysforiskt syndrom, under namnet Premalex.

## Escitalopram versus citalopram
Escitalopram kan sägas vara den verksamma delen av citalopram i koncentrerad form; därför är Cipralex dubbelt så potent jämfört med Cipramil räknat i milligram. Dock upplever vissa patienter olika effekter beroende på vilket av preparaten de tar, om de tar doser i motsvarande styrka; detta torde bero på att R-citalopramet (den ineffektiva delen i citalopram) och det rena escitalopramet eventuellt i vissa fall interagerar på ännu ej dokumenterad väg.
Substansen framställdes efter ett samarbete mellan Lundbeck och amerikanska Forest Laboratories. I USA, där den marknadsförs under namnet Lexapro, gick escitalopram-patentet snabbt ut och gav plats åt billigare generiska preparat med i stort sett samma substans. Under juni 2014 gick patentet på substansen ut i Sverige och sedan dess finns flera generiska läkemedel på den svenska marknaden. Lundbeck har fortfarande patent i resten av världen under många namn: Cipralex, Seroplex, Lexaprin, Sipralexa, Esertia med flera..

## Eventuella biverkningar
Viktuppgång/viktnedgång, vid indikationen depression: förvärrad depression vid insättning av läkemedlet. Darrningar, svettningar, trötthet samt förlust av sexuellt intresse (som med de flesta SSRI).
En liten grupp patienter får även kvarstående biverkningar efter avslutad medicinbehandling. Detta kallas för PSSD (Post SSRI Sexual Dysfunction).
SSRI kan påverka ämnesomsättningen och visa sig som sänkta värden beträffande tyreoideahormoner. Låga värden TSH förstärker medicinens verkan.
Liksom de flesta antidepressiva läkemedel, har detta medel också en antikolinerg effekt, med symptom som hög puls, hudrodnad, högt blodtryck, ökad nivå av stresshormoner, torra slemhinnor, och sämre matsmältning.